# Flintiella andreae
Flintiella andreae är en nattsländeart som beskrevs av Angrisano 1995. Flintiella andreae ingår i släktet Flintiella och familjen smånattsländor. Inga underarter finns listade i Catalogue of Life.